# Sidomoyo
Sidomoyo is een bestuurslaag in het regentschap Sleman van de provincie Jogjakarta, Indonesië. Sidomoyo telt 7581 inwoners (volkstelling 2010).